# زيادة آخر
زيادة الآخر المراد بها عند الصرفيين أن يزيد آخر الكلمة حرفا أو أكثر.

## أمثلة

### عربية
- هاء السكت: كتابيه والأصل كتابي.[1]
- الألف الزائدة: كما في كلمة ذهبوا وهي حرف معدول، وقد تسقط في رسم المصاحف كما في كلمة جاءو.[1]
- كشكشة[1]
- ترفيل[1]
- ألف الإطلاق[1]

## عبرية
- الألف الزائدة: وتسمى ألف الآخر[2] وهي منقولة من العربية وجاءت في كلمات قليلة مثل هلكوا (הלכוא) ومعناها ذهبوا.[3]